# Güssing
Güssing (in ungherese Németújvár) è un comune austriaco di 3 660 abitanti nel distretto di Güssing, in Burgenland, del quale è capoluogo e centro maggiore; ha lo status di città capoluogo di distretto (Bezirkshauptstadt).

## Geografia
Güssing sorge nella valle del fiume Strem, nel Burgenland meridionale, a 115 km a sud di Eisenstadt e a 94 km ad est di Graz.

## Storia
I Köszegi, signori di Güssing erano una nobile famiglia nella regione di frontiera tra l'Austria e la vicina Ungheria; nel 1274 la famiglia si trasferì nella città di Kőszeg in Ungheria. Nel 1522 Güssing divenne la residenza della famiglia Batthyány, una delle principali dell'Ungheria.
Nel XVI secolo Güssing era una città libera dell'Impero con leggi comunali complete. Nel 1619 la città fu cinta da mura. 
I signori di Güssing (in ungherese: Kőszeg, in slovacco: Kysak) erano una nobile famiglia di questa regione di frontiera dell'Austria e del Regno d'Ungheria. Kőszeg (Güns in tedesco) è il nome di una vicina città ungherese in cui quella famiglia trasferì la sua residenza da Güssing nel 1274. Nel 1522 divenne la residenza della famiglia Batthyány, una delle più illustri famiglie di magnati Ungheria. I Batthyány possiedono ancora il castello di Güssing. Nel 1540 Franz Batthyány ottenne il magnate da Ferdinando I, il re in carica di Ungheria, Croazia e Boemia, che gli permise di aprire miniere di minerale, mentre nel 1549 gli fu concesso dall'imperatore il diritto di tenere mercati nella città.
L'area, come il resto dell'attuale Burgenland, appartenne all'Ungheria fino al 1921. Dal 1898 la città dovette utilizzare il toponimo ungherese Németújvár a causa delle politiche di magiarizzazione imposte dal governo di Budapest. Dopo la fine della prima guerra mondiale, la città, come parte dell'Ungheria occidentale tedesca (Deutsch Westungarn), fu ceduta all'Austria dopo dure trattative nel trattato di Saint-Germain-en-Laye e nel trattato del Trianon nel 1919. L'area fa parte del nuovo stato del Burgenland dal 1921. Nel 1973 è stata ufficialmente dichiarata città.
Nel XX secolo, Güssing ha attraversato una fase di difficoltà economiche a causa della sua vicinanza al confine ungherese, specialmente con la presenza della Cortina di ferro durante la Guerra Fredda.

## Monumenti e luoghi d'interesse

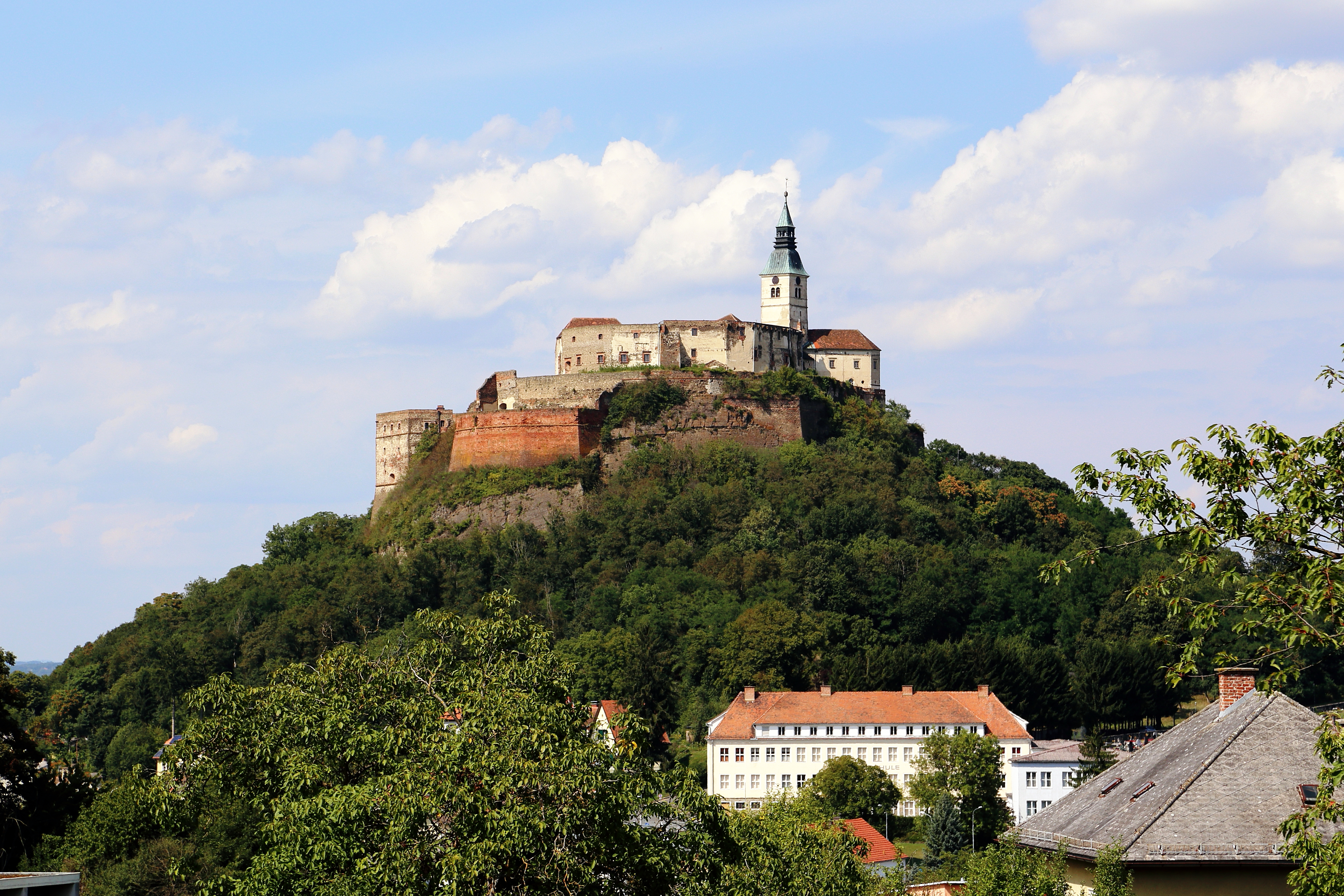
Il castello di Güssing

- Il castello di Güssing (Burg Güssing), costruito nel 1157, è il più antico castello della Burgenland ed è il simbolo della regione.

## Economia
Il Burgenland è la regione economicamente meno sviluppata dell'Austria, in particolar modo nella parte meridionale. Per cercare di cambiare questa situazione alla fine degli anni 1980 venne creato dal sindaco Herr Krammer e dall'allora neoassunto tecnico comunale Rheinard Koch un centro tecnologico con il patrocinio della Comunità Europea. I progetti principali di questo centro erano rivolti alla ricerca sulle energie rinnovabili ed hanno portato alla costruzione di una centrale elettrica da 4,5 megawatt (MW) alimentata a biomasse (nel caso specifico biogas prodotto dalla fermentazione di rifiuti legnosi nella cittadina stessa), e di altre due centrali da 0,5 MW delle quali una alimentata da biogas prodotto dalla fermentazione del mais nella vicina Strem. La sensibilità ecologica e l'alto grado di modernità di questi impianti, oltre a permettere un grande risparmio economico per gli abitanti e ad abbattere drasticamente le emissioni, hanno convertito la cittadina in un'attrazione turistica con quasi 5.000 visitatori l'anno.

## Sport
In città ha sede la squadra di pallacanestro Union Basketball Club Güssing Knights vincitrice di alcuni titoli nazionali.